# Трамонти ди Сопра
Трамо̀нти ди Со̀пра (на италиански: Tramonti di Sopra; на фриулски: Tramonç Disore, Трамонч Дисоре) е село и община в Северна Италия, провинция Порденоне, автономен регион Фриули-Венеция Джулия. Разположено е на 420 m надморска височина. Населението на общината е 385 души (към 2010 г.).
В 1976 г. селото е повредено от силни земетресения.